# Macroteleia rufa
Macroteleia rufa is een vliesvleugelig insect uit de familie van de Scelionidae. De wetenschappelijke naam van de soort is voor het eerst geldig gepubliceerd in 1938 door Szelenyi.